# Margarita Flores Sánchez
Margarita Flores Sánchez (Culiacán, Sinaloa, 10 de diciembre de 1961) es una política mexicana, miembro del Partido Revolucionario Institucional, ha sido senadora y es diputada federal para el periodo de 2018 a 2021.

## Reseña biográfica
Margarita Flores Sánchez tiene estudios máximos de Bachillerato y cuenta con un diplomado en Mercadotecnia y Ventas por la Universidad Nueva Galicia de Tepic, Nayarit. Ejerció de forma particular su profesión de 1996 a 2008, y de 2000 a 2005 fue directora de plantel, Jefa de Vinculación y Coordinadora de Unidades del Instituto de Capacitación Para el Trabajo del Estado de Nayarit.
En 2009 inició su carrera política ocupando el cargo de directora del Sistema Nacional para el Desarrollo Integral de la Familia (DIF) en el municipio de Tepic, nombrada por el presidente municipal Roberto Sandoval Castañeda, y al convertirse éste en Gobernador de Nayarit en 2011, asumió el mismo cargo pero a nivel estatal.
En 2012 fue postulada por el PRI y electa senadora por el estado de Mayarit en segunda fórmula, a las LXII y LXIII Legislaturas que culminaron en 2018. En el Senado fue presidenta de la comisión de Relaciones Exteriores, África; secretaria de la comisión Contra la Trata de Personas: e integrante de las comisiones de Asuntos Indígenas; de Atención a Grupos Vulnerables; de Desarrollo Social; de Derechos Humanos; y, de Salud.
Al término de su periodo como senadora, en 2018 fue elegida diputada federal por la vía plurinominal a la LXIV Legislatura que terminará en 2021; en este cargo se desempeña como secretaria de la comisión de Turismo; e integrante de la comisión de Cultura y Cinematografía; y de Deporte.